# Castellarano
Castellarano (Castlarân in dialetto reggiano) è un comune italiano di 15 177 abitanti della provincia di Reggio Emilia in Emilia-Romagna.

## Geografia fisica
Castellarano sorge sulla sponda sinistra del fiume Secchia, ai piedi dell'Appennino reggiano e confina a nord con Casalgrande, ad est con i comuni modenesi di Sassuolo e Prignano sulla Secchia, a sud-ovest con Baiso e a nord-ovest con Scandiano.

## Storia
I primi insediamenti umani si fanno risalire al 2000 a.C.. I popoli che si stabilirono in successione furono: le Terramare, i Liguri Friniati, i Galli e i Romani. Si avvicendarono anche numerose popolazioni di barbari, con insediamenti importanti come quello dei Longobardi, i quali diedero il nome di Castrum Ariani (Castello dell'Ariano) al precedente Castrum Gabellus, ovvero Castello sul Gabellus, antico nome del fiume Secchia.
Numerosi reperti archeologici sono stati ritrovati fin dagli anni cinquanta ad oggi e quindi custoditi nei musei di Modena e Reggio Emilia, come i resti di cinque tombe longobarde con i relativi arredi funebri, che, insieme a molti altri, hanno fornito le prove per poter dare un quadro storico attendibile della preistoria e della storia antica del territorio di Castellarano.
Nel 1167 giurò fedeltà al comune di Reggio.

### Simboli

Il gonfalone comunale

Lo stemma e il gonfalone sono stati concessi con DPR del 17 giugno 1968.
Anche se la sua origine non è nota, lo stemma è antico, perché risulta in uso almeno dal 1759, quando compare sulla copertina del Registro dei livelli. Lo si trova rappresentato nella cimasa dell'altare di San Pancrazio nella chiesa parrocchiale, storicamente di giuspatronato della comunità di Castellarano, ma con smalti differenti: di rosso, allo scaglione d’oro, accompagnato da tre stelle d’argento.
Il gonfalone è un drappo partito di bianco e di rosso.

## Monumenti e luoghi d'interesse

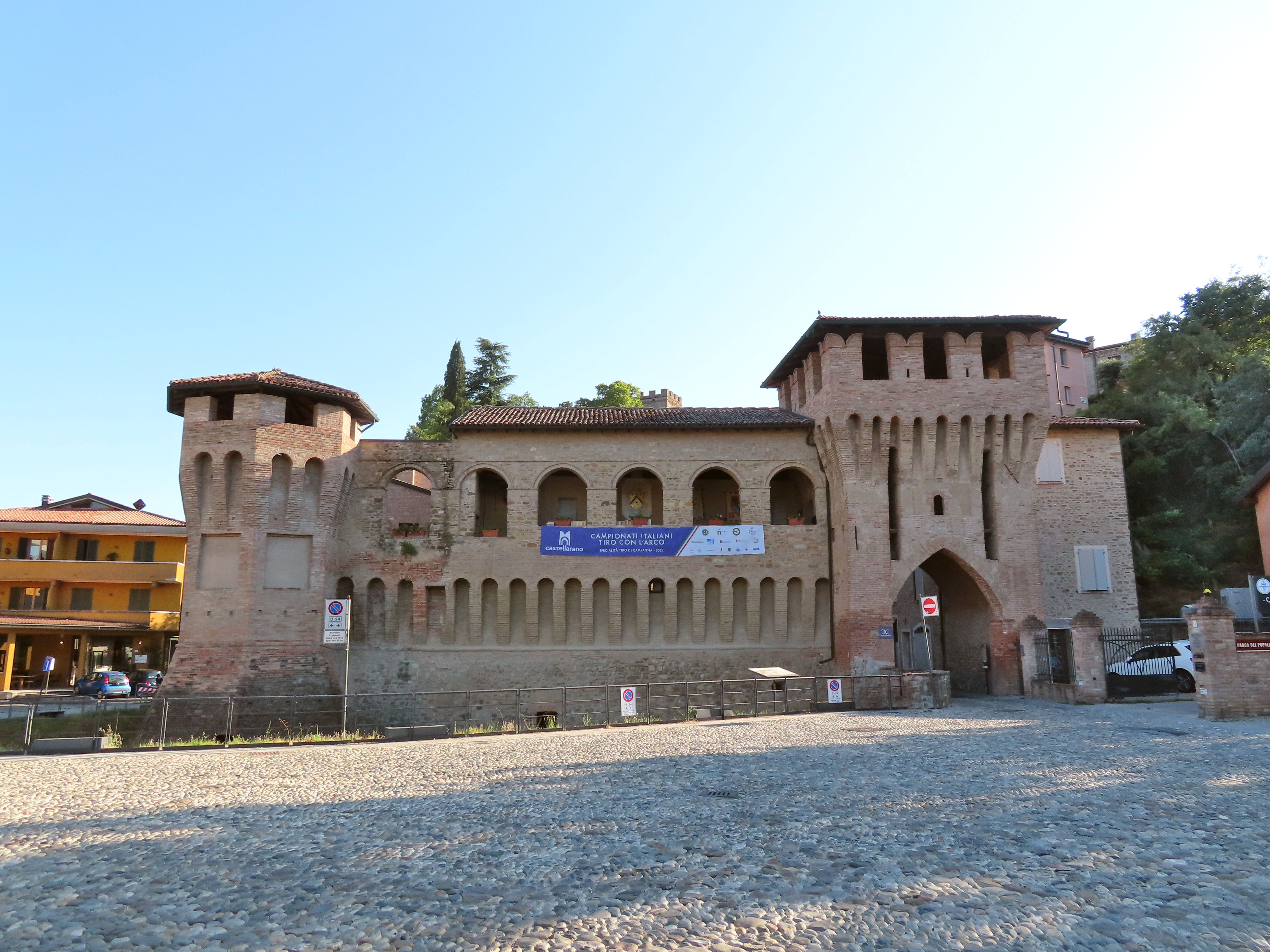
Rocchetta

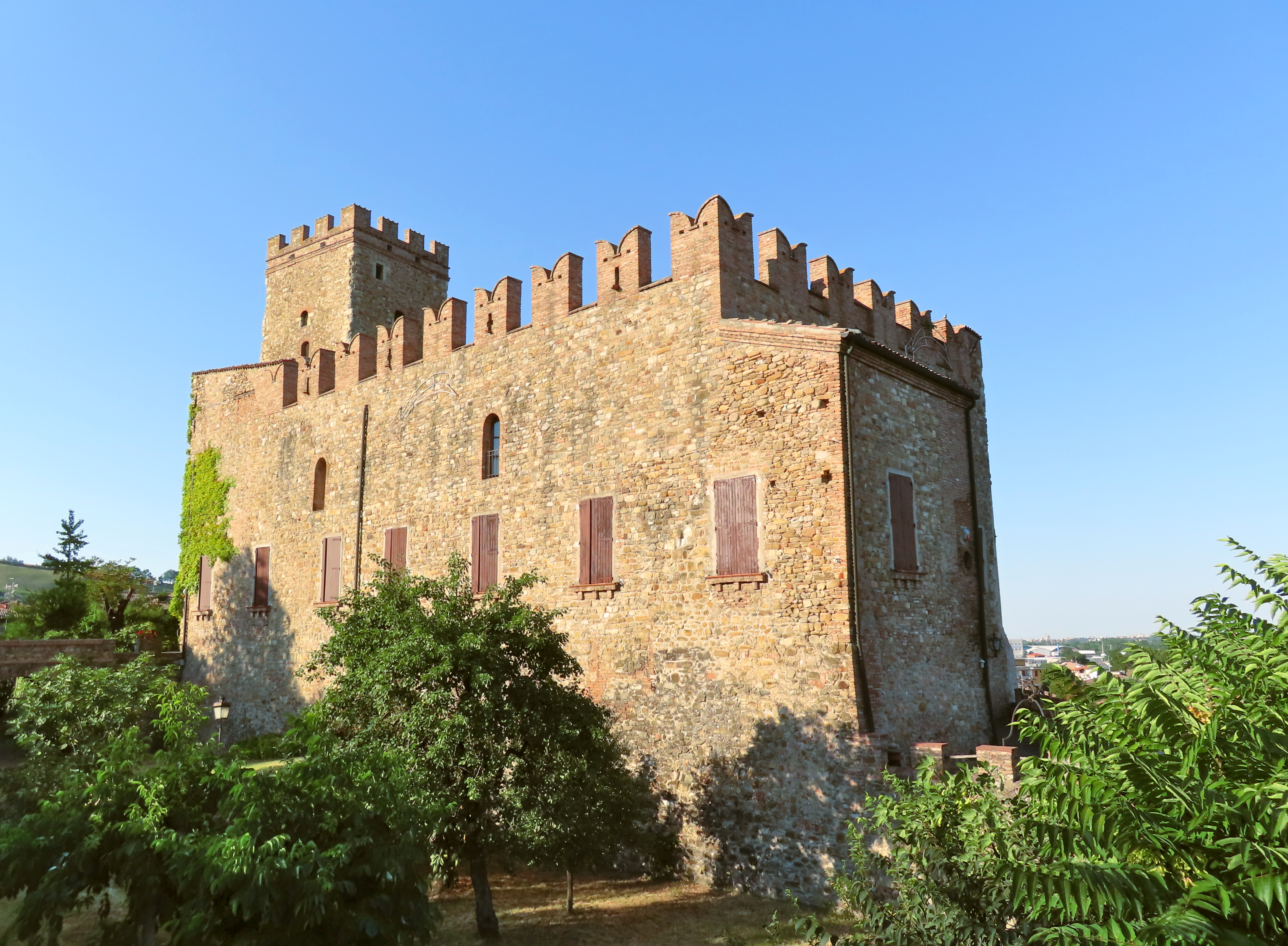
Castello

### Architetture religiose
- Chiesa di Santa Maria Assunta situata nella parte alta del paese, già menzionata nel 898, fu rifatta nelle forme attuali nel XVIII secolo.
- Chiesa della Santa Croce, situata nella parte bassa del paese, poco frequentata e spesso chiusa al pubblico, vi ha sede l'omonima confraternita.
- parrocchiale dei Santi Eleucadio e Valentino nella frazione di San Valentino. Risale al VII secolo e conserva, tra le varie opere, un pregevole dipinto di Benvenuto Tisi da Garofalo, raffigurante la Madonna col Bambino tra i santi Eleucadio e Stefano e Deposizione nella cimasa (datata 1517)[6]. la chiesa è legata alla figura del beato Rolando Rivi, il cui corpo è sepolto sotto l'altare maggiore e al quale è anche dedicato un piccolo museo in una parte del complesso adiacente alla chiesa.
- Santuario della Beata Vergine di Campiano, costruito su una cappella già menzionata nel XVI secolo, fu costruito a metà del '700 e ultimato nel 1790.
- Chiesa di San Nicola Vescovo, nella frazione di Montebabbio, già menzionata in un documento del 1256, fu rifatta nelle forme attuali nei primi decenni del seicento[7].
- Chiesa di Sant'Apollinare Vescovo, nella frazione di Cadiroggio.

### Architetture militari
La rocchetta di Castellarano è una piccola rocca eretta nell'apertura della vecchia cinta muraria che circondava il centro storico, costellato di vialetti acciottolati. Deve la sua forma attuale ad un intervento del conte Filippo Strozzi, infeudato a Castellarano dal duca Borso d'Este nel 1470 circa. È una costruzione articolata, circondata su tre lati da un fossato, con tre porte, quella esterna che era chiusa da ponte levatoio, al di sotto del torrione principale, da cui si accede ad una piccola corte che si apre con la porta di accesso al borgo antico e con altra alla via, chiusa tra il Canale di Reggio e le mura del Castello, al tempo unica via di transito per la montagna. Sopra la porta di accesso al borgo si nota uno stemma scolpito degli estensi, con a fianco, in piccolo, quello degli Strozzi. La Rocca (o Castello) struttura di epoca matildica, abitata prima da Bonifacio di Canossa (padre di Matilde), poi dagli Este, che la trasformarono in una residenza estiva. Con Napoleone la rocchetta venne venduta alla famiglia Casali, che tutt'oggi vi risiede dopo la ricostruzione della stessa, gravemente danneggiata da eventi bellici. Di fianco e collegata da un suggestivo passaggio coperto, c'è l'antica torre, databile al X secolo, di verosimile origine longobarda. Sul piazzale antistante la Rocca, al di qua del fossato, si nota la quattrocentesca torre dell'Orologio, eretta dagli Este.
- Castello, menzionato per la prima volta in un documento del 481 ma sicuramente di epoca precedente, fu convertito in residenza signorile a metà settecento. Subì gravi danni dalle truppe d'occupazione naziste il 20 luglio 1944[8].
- Torre dell'Orologio, costruita in epoca medievale
- Castello di Montebabbio, menzionato per la prima volta in un documento del 1290, ne resta oggi solo la torre[9].
- Castello di San Valentino, citato per la prima volta in un documento del 1205[10].

### Siti archeologici
Nel 1997 è stato rinvenuto nei calanchi di Rio della Rocca, presso San Valentino, lo scheletro fossile di una balena, soprannominata proprio Valentina dal nome del borgo. Il fossile risale al Pliocene, probabilmente al Piacenziano inferiore (all'incirca 3,5 milioni di anni), all'epoca in cui la zona era sommersa dalle acque del Golfo Padano. Del cetaceo sono stati ritrovate le due lunghe ossa della mandibola, diverse vertebre cervicali e parte della gabbia toracica con alcune coste. È stato anche ritrovato l'arto sinistro (parte dell'omero, radio, ulna e due falangi) mentre il destro, così come il resto del cranio, è completamente scomparso. Sono state le vertebre, saldate tra loro, a permettere l'inserimento del fossile nel genere Balaena. Si presume che in vita Valentina misurasse fino a 10 metri e pesasse diverse decine di tonnellate. Il reperto è stato recuperato tra l'autunno 1997 e l'estate 2001 ed è attualmente esposto presso i Musei Civici di Reggio Emilia, accanto a un altro ritrovamento reggiano, il fossile di Toano.

## Società

### Evoluzione demografica
Abitanti censiti

### Etnie e minoranze straniere
Al 31 dicembre 2017 gli stranieri residenti nel comune sono 1 028, pari al 6,7% della popolazione. Le nazionalità più rappresentate sono:
- Marocco: 336
- Ghana: 169
- Romania: 64
- Cina: 65
- Albania: 62
- Algeria: 5
- Tunisia: 36
- Spagna: 6
- Egitto: 1
- NIgeria: 26
- Sudan: 1

## Cultura

### Archivi e biblioteche
L'archivio municipale, risalente al XVI secolo, è conservato insieme all'archivio del soppresso comune di San Valentino e di comunità, enti di pubblica assistenza e consorzi idrici della zona presso il Centro Civico, sede inoltre della biblioteca comunale.

### Scuole
L'istituto comprensivo di Castellarano è costituito dall'aggregazione di tre scuole materne, tre primarie e due scuole medie, site nelle varie località che formano il comune, a cui si aggiungono due scuole materne paritarie.

## Geografia antropica
Il territorio comunale, per un totale di 57,49 chilometri quadrati, oltre che dal capoluogo, è formato dalle frazioni di:
- Ca' de Fii (2 949 abitanti)
- Ca' de Grimaldi
- Ca' de Ravazzini
- Cadiroggio (950 abitanti)
- Case Ferri
- Farneto
- Le Ville
- Malee
- Montebabbio (197 abitanti)
- Pradivia
- Roteglia (3 545 abitanti)
- San Valentino (672 abitanti)
- Telarolo
- Tressano (2 949 abitanti)

## Economia

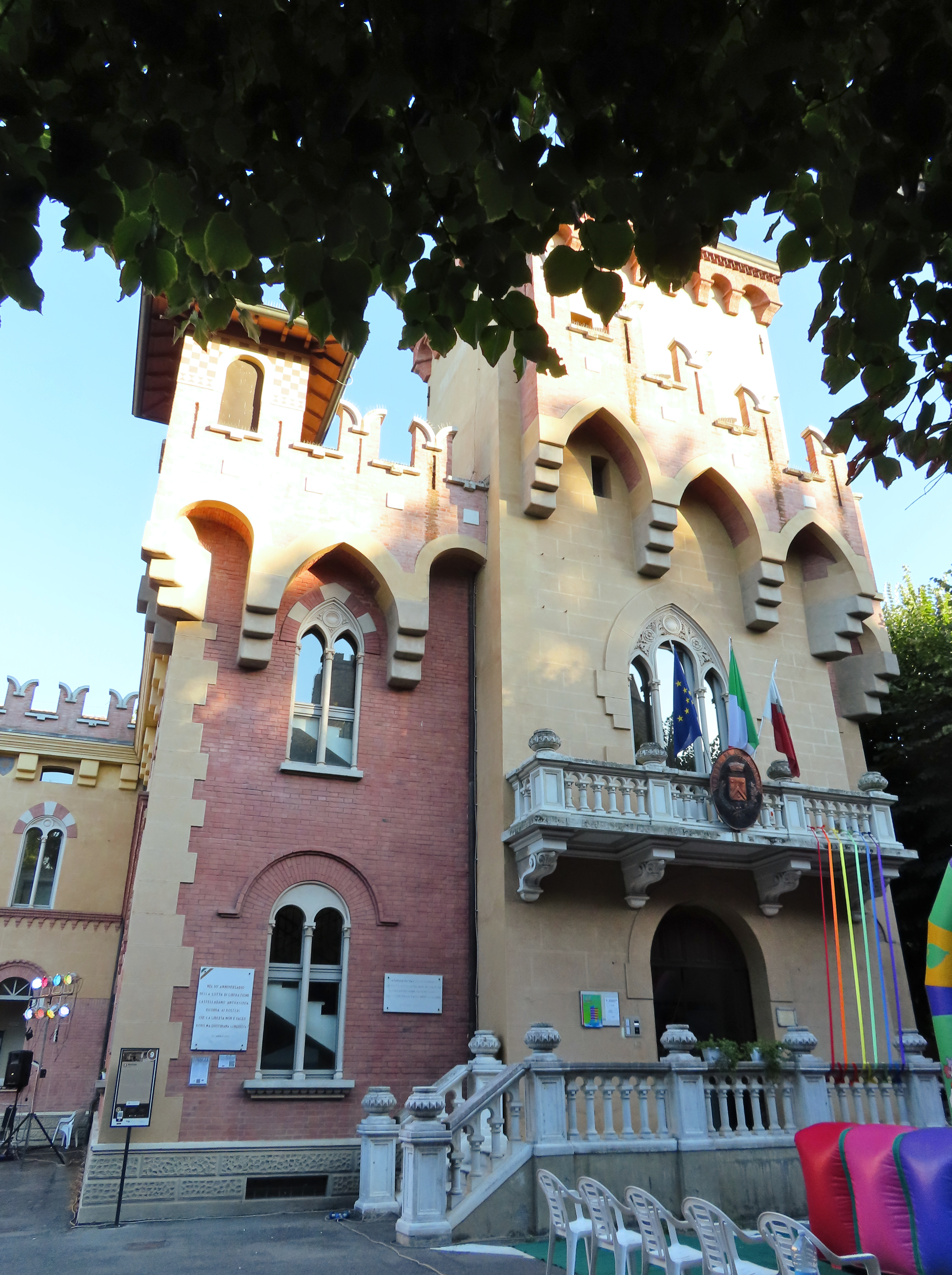
Palazzo comunale

Le industrie fiorenti della ceramica si sviluppano all'interno del cosiddetto comprensorio delle ceramiche, che, insieme ai comuni limitrofi, si posiziona tra i più importanti poli industriali della regione.

## Amministrazione
Di seguito è presentata una tabella relativa alle amministrazioni che si sono succedute in questo comune.
| Periodo          | Periodo        | Primo cittadino     | Partito                               | Carica  | Note   |
| ---------------- | -------------- | ------------------- | ------------------------------------- | ------- | ------ |
| 3 settembre 1985 | 11 maggio 1989 | Gian Pietro Campani | Partito Socialista Italiano           | Sindaco | [ 15 ] |
| 11 maggio 1989   | 27 maggio 2000 | Gian Luca Rivi      | PCI, PDS                              | Sindaco | [ 15 ] |
| 14 maggio 2001   | 17 maggio 2011 | Alberto Caprari     | lista civica                          | Sindaco | [ 15 ] |
| 17 maggio 2011   | 5 giugno 2016  | Gian Luca Rivi      | lista civica Castellarano bene comune | Sindaco | [ 15 ] |
| 5 giugno 2016    | in carica      | Giorgio Zanni       | lista civica Castellarano bene comune | Sindaco | [ 15 ] |